# طوقية
طَّوْقِيَّة أو لخن الثمار أو مُونِيْلِيَة (الاسم العلمي: Monilinia)، جنس فطور مجهرية من فصيلة الصليباوات.